# 外埔区

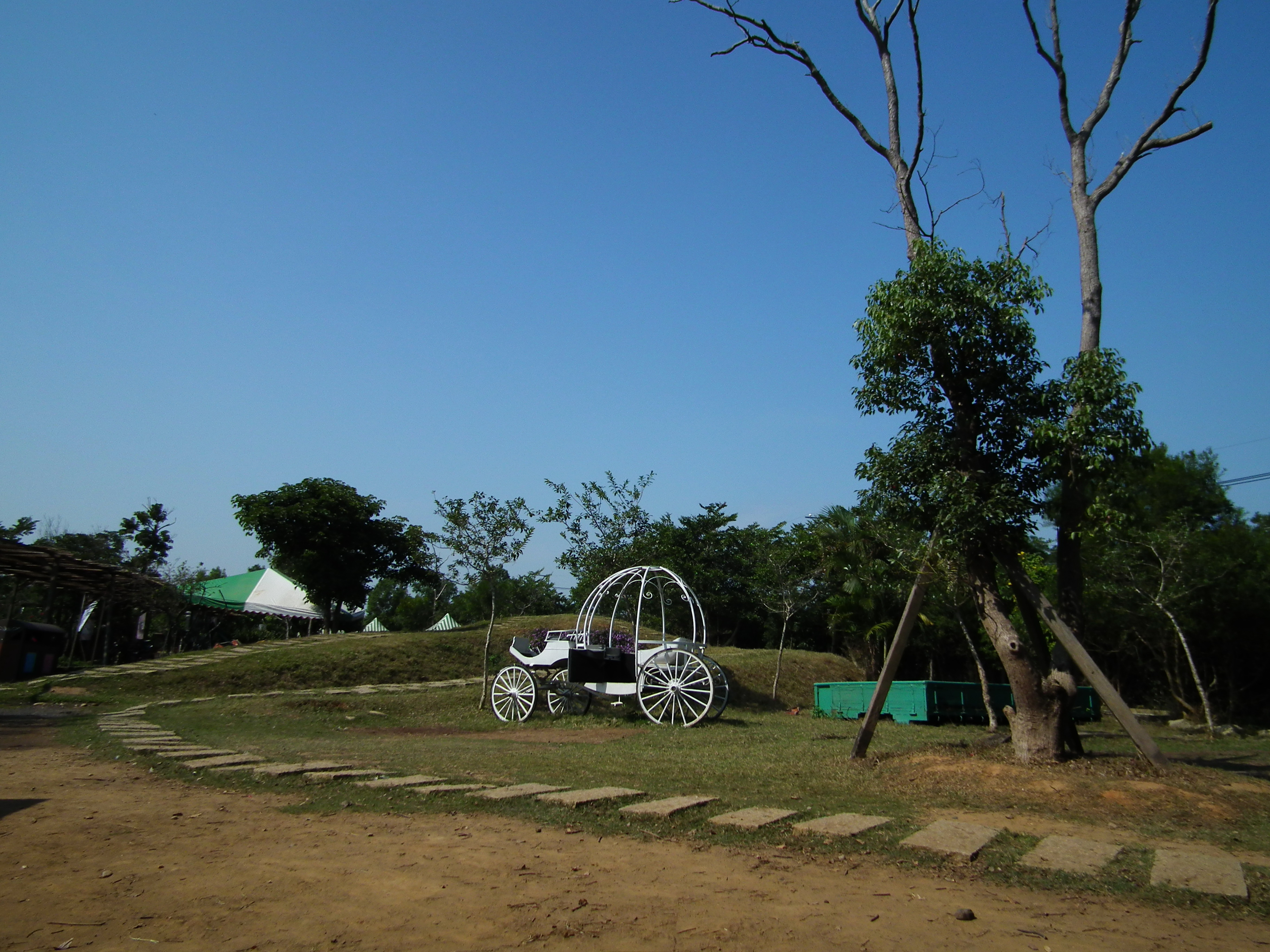
旧月眉天馬牧場

外埔区（ワイプー/がいほ-く）は台中市の市轄区。

## 歴史
外埔には清代光緒年間に「興豊疇」が設けられ、七塊厝（現在の后里区泰安里）を起点とし、大安渓の水を墩仔脚、内外埔及び大甲地区、外埔高地地区に灌漑する農業水路が2本掘削され、本格的な開発が開始された。また低地地区である中山、馬鳴、大東、鉄山、土城、真子では大安渓及び地下水が利用できたことから比較的早い時期に開発が進みんでいた。現在の中山里はかつては平埔道卡斯族の「大甲東社」の地区である。

## 行政区
| 地区 | 里                                             |
| ---- | ---------------------------------------------- |
| 低崁 | 中山里、馬鳴里、大東里、鉄山里、土城里、廍子里 |
| 高崁 | 永豊里、六分里、三崁里、大同里、水美里         |

## 歴代区長
| 代 | 氏名 | 任期 |
| -- | ---- | ---- |

## 教育

### 国民中学
- 台中市立外埔国民中学

### 国民小学
- 台中市外埔区外埔国民小学
- 台中市外埔区水美国民小学
- 台中市外埔区馬鳴国民小学
- 台中市外埔区鉄山国民小学
- 台中市外埔区安定国民小学

## 交通
| 種別     | 路線名称           | その他 |
| -------- | ------------------ | ------ |
| 高速道路 | フォルモサ高速公路 | 大甲IC |

## 観光

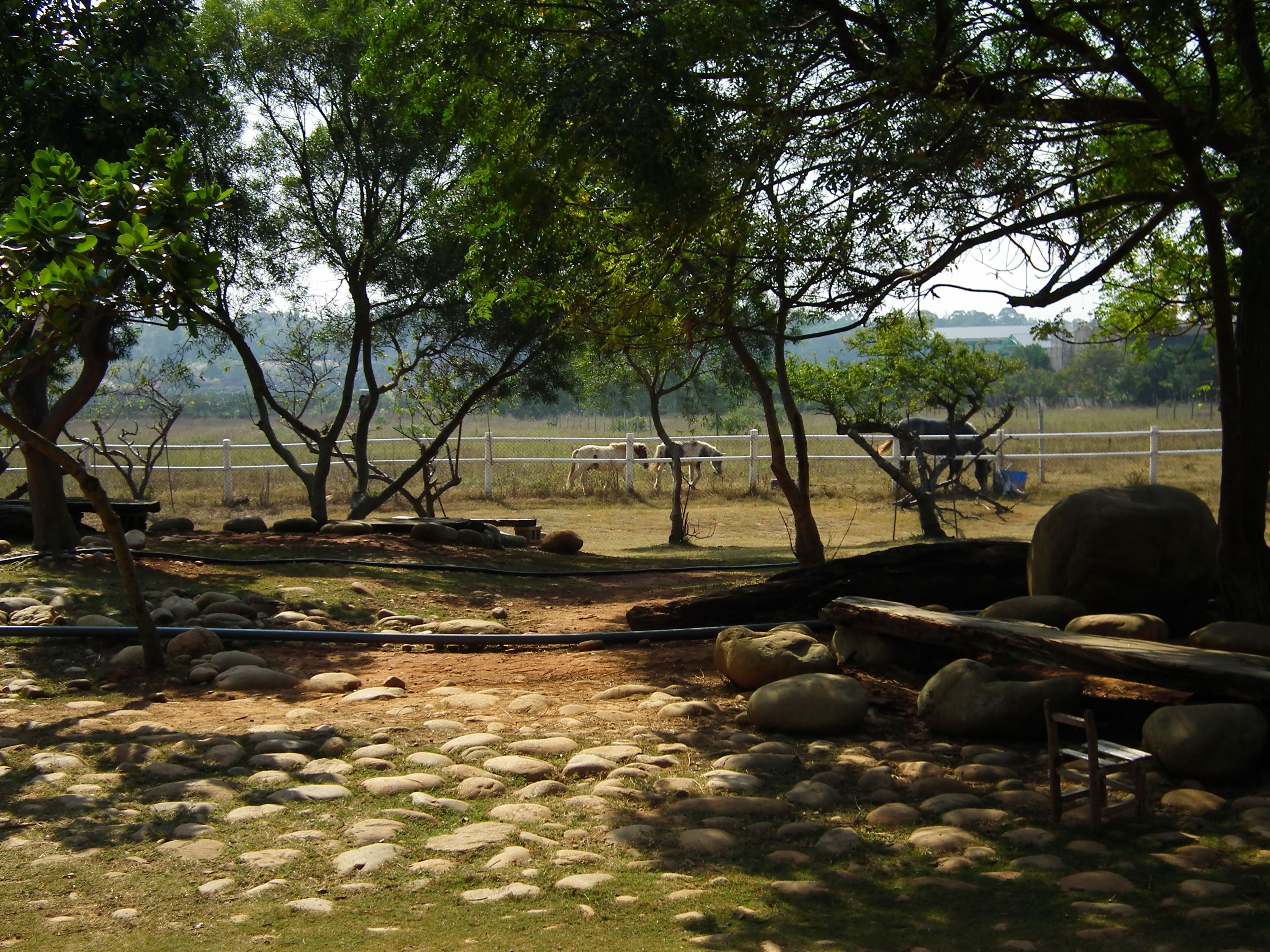
旧月眉天馬牧場

- 三崁劉厝
- 義虎堂（中国語版）
- 忘憂谷観音禅寺（中国語版）
- 鉄砧山（中国語版）
- 水美李宅
- 無極三清総道院